# لا پونت (کالیفرنیا)
لا پونت (به انگلیسی: La Puente) شهری در شهرستان لس‌آنجلس، کالیفرنیا ایالت کالیفرنیا است که در سرشماری سال ۲۰۱۰ میلادی، ۳۹۸۱۶ نفر جمعیت داشته است.
ساکنان اصلی منطقه‌ای که اکنون توسط شهر لا پوئنته اشغال شده است، تونگواها در دهکده‌ای به نام Awingna زندگی می کردند که زبان شناسان آن را "محل اقامت" ساکنان اصلی این ناحیه می‌دانند. ماتئو، رئیس Awingna (که همچنین بر چندین روستای مجاور دیگر تسلط داشت) در سال 1774 در Mission San Gabriel غسل تعمید داده شد.
باشگاه زنان La Puente Valley در فهرست ملی اماکن تاریخی این ناحیه ثبت شده است. در سال 1769، قوم اکسپدیشن پورتولا از کشور اسپانیا اولین اروپایی‌هایی بودند که بخش‌های داخلی آلتا کالیفرنیا را تصاحب کردند. در 30 ژوئیه، این گروه مهاجرنشین در سمت شرقی رودخانه سن گابریل، در منطقه غیرقابل سکنای امروزی باست اردو زده بودند. پدر کرسپی در دفتر خاطرات خود نوشته است که روز بعد، آنها مجبور بودند یک پل (به اسپانیایی "پوئنته") برای عبور از رودخانه سان گابریل بسازند تا رفت و آمدشان به شهر راحت شود. 

## جغرافیا
La Puente در 34°1'57 شمالی 117°57'19 (34.032410، -117.955195) واقع شده است. این شهر که عمدتاً مسطح است، حدود 3.5 مایل مربع (9.1 کیلومتر مربع) از خاک آن در دره سن گابریل واقع شده است. 